# Claus Peymann

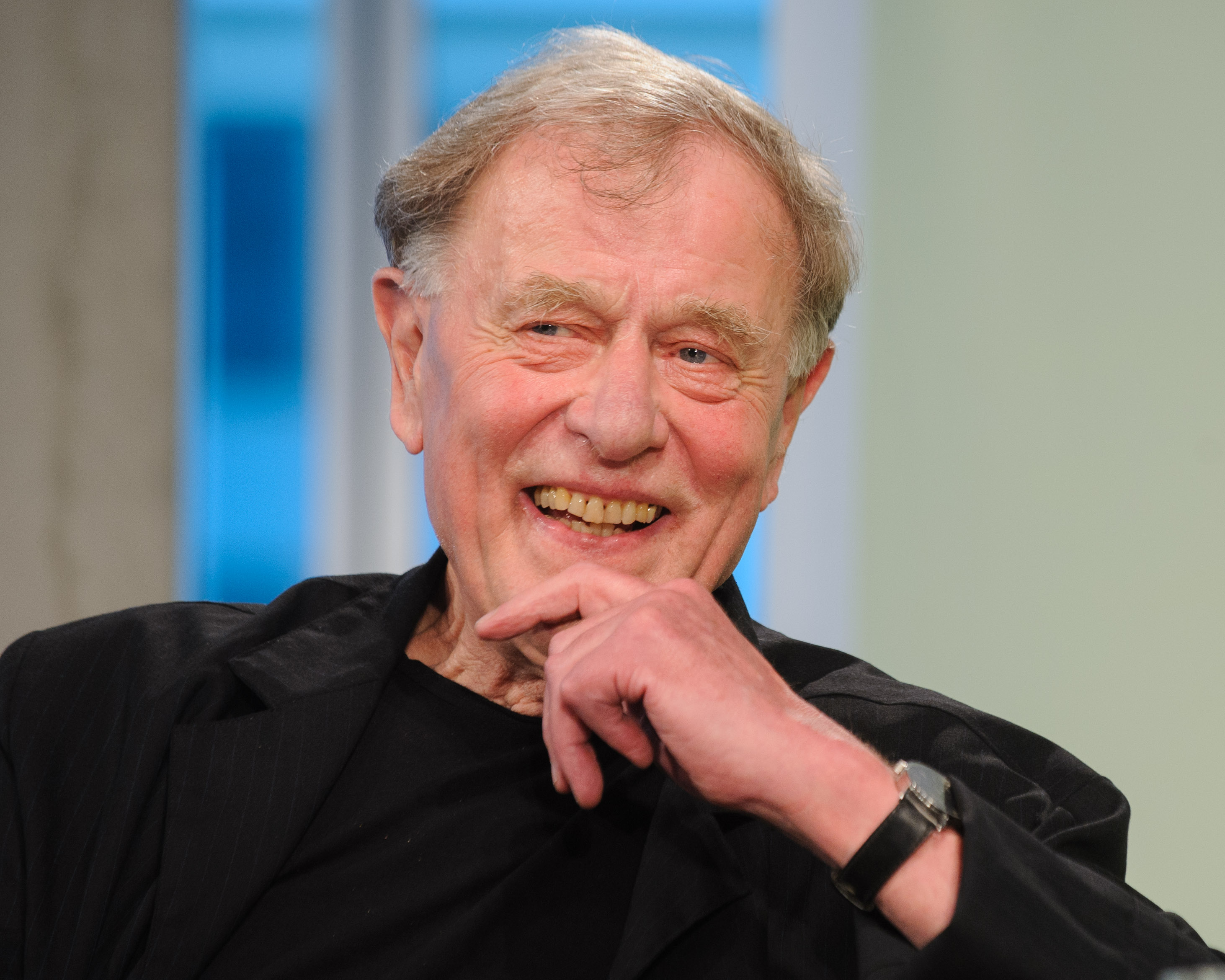
Claus Peymann, 2013

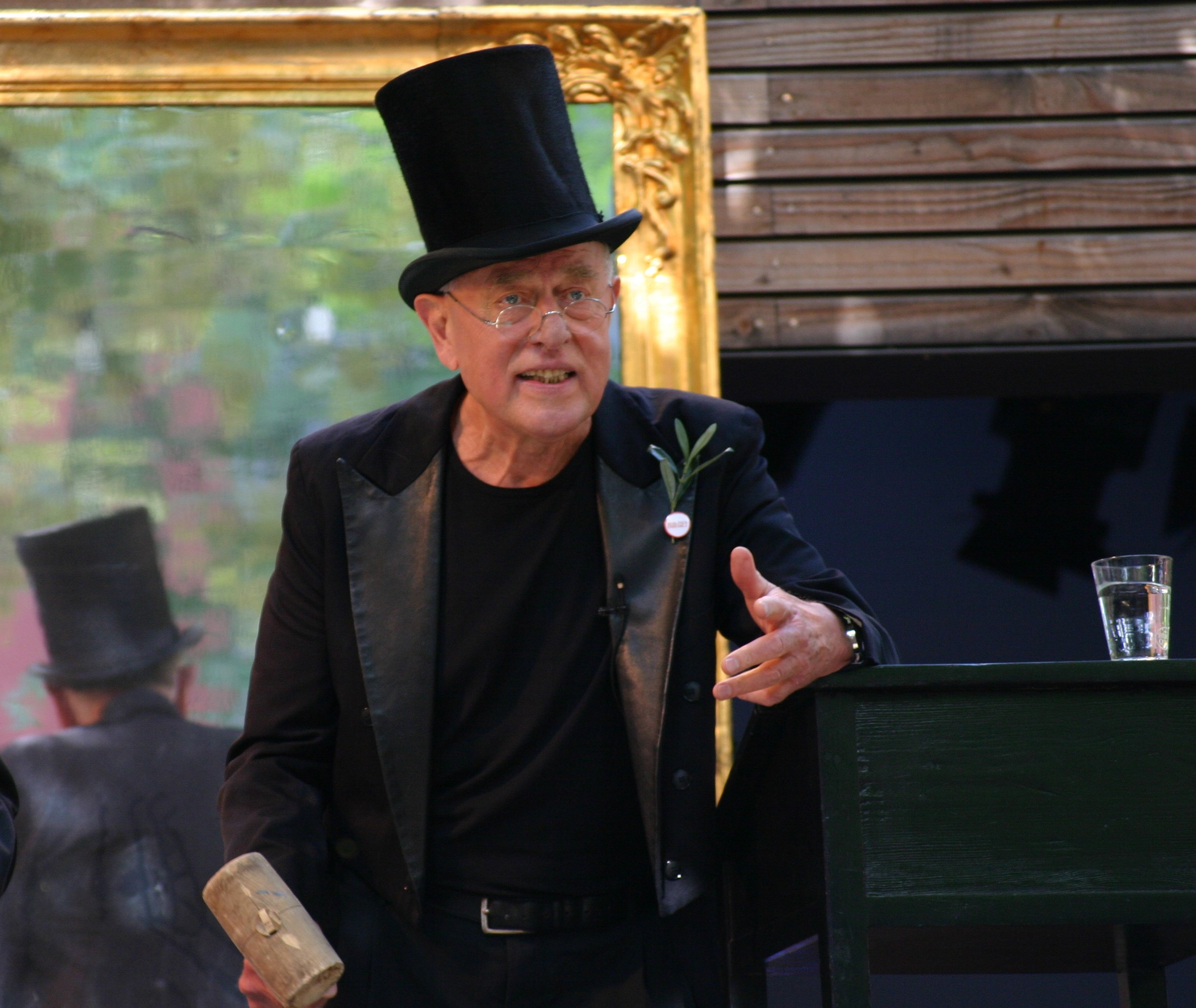
Claus Peymann bei einer Versteigerung auf dem Hof des Berliner Ensembles, Berlin, 2011

Claus Peymann (* 7. Juni 1937 in Bremen als Klaus Eberhard Peymann; † 16. Juli 2025 in Berlin-Köpenick) war ein deutscher Intendant und Theaterregisseur, 1986 bis 1999 war er Direktor des Wiener Burgtheaters und bis zum 2. Juli 2017 künstlerischer Leiter, Geschäftsführer und Alleingesellschafter des Berliner Ensembles. Er galt als „Theaterpapst“ der deutschen und österreichischen Theaterszene.

## Biografie
Claus Peymann war der Sohn des 1896 in Bremen geborenen Lehrers Karl Peymann und dessen Ehefrau Käthe, geb. 1897 als Käthe von Hohenböken. Seine ältere Schwester Waltraut, geboren 1926, wanderte nach Kanada aus. In Hamburg legte er 1956 das Abitur ab und begann danach an der Universität Hamburg ein Studium der Germanistik, Literatur- und Theaterwissenschaften. Er war Mitglied der Freien Akademie der Künste Hamburg.
Peymann hatte ein Kind aus seiner ersten Ehe. Das Paar trennte sich kurz nach der Geburt des Sohnes Anias. Die letzten Jahre verbrachte er mit seiner Lebensgefährtin Jutta Ferbers in Berlin-Köpenick.

### Erste Regiearbeiten in Hamburg, Berlin und Frankfurt
Peymann begann seine Regiearbeiten am Universitätstheater in Hamburg. 1966/67 war er am Stadttheater Heidelberg mit Otto Sander und Ulrich Wildgruber, danach bis 1969 Oberspielleiter des Frankfurter Theaters am Turm. Mit der Uraufführung von Peter Handkes Publikumsbeschimpfung wurde er 1966 überregional bekannt. Zur Spielzeit 1970/1971 wechselte er zur Berliner Schaubühne. Es kam jedoch dort nur zu wenigen Arbeiten, da Peymann mit dem demokratischen Modell des Mitbestimmungstheaters und dessen Leiter Peter Stein nicht zurechtkam. Nach dem Zerwürfnis mit Stein war er von 1971 bis 1974 als freier Regisseur tätig. Eine Bewerbung als Regieassistent bei Helene Weigel am Berliner Ensemble war gescheitert, nachdem Peymann zu spät zu einem Bewerbungsgespräch gekommen war. 1972 wurde das Theaterstück Der Ignorant und der Wahnsinnige von Thomas Bernhard bei den Salzburger Festspielen mit Bruno Ganz und Ulrich Wildgruber unter der Regie von Claus Peymann uraufgeführt.

### Schauspieldirektor in Stuttgart (1974–1979) und Intendant am Bochumer Schauspielhaus (1979–1986)

#### Förderer zeitgenössischer Autoren und junger Schauspieler
Seine erste große Intendanz übernahm Peymann von 1974 bis 1979 als Schauspieldirektor am Schauspiel Stuttgart. Die Uraufführungen zeitgenössischer Autoren wie Thomas Bernhard, Peter Handke und Peter Turrini bildeten für Peymann einen Schwerpunkt seiner Arbeit. Die Erfolge der Stücke machten das Haus zu einem Zentrum des deutschen Theaters. Zu den wichtigsten Schauspielern, mit denen er zusammengearbeitet hat, gehören Gert Voss (bis zu dessen Tod im Juli 2014), Ignaz Kirchner und Kirsten Dene.

#### Die »Zahnspendenaffäre«
Wegen einer Geldsammlung für Zahnbehandlungen der in Stammheim inhaftierten RAF-Terroristin Gudrun Ensslin geriet er bundesweit in die Schlagzeilen. Peymann hatte zugelassen, dass am schwarzen Brett seines Theaters ein Brief aufgehängt wurde, in dem die Mutter von Ensslin um Spenden für die Zahnbehandlung der Tochter bat. Der Gefängniszahnarzt sei sehr brutal, ein anderer Zahnarzt könnte da hingehen, aber sie, die Eltern, seien nicht in der Lage, das zu bezahlen. Peymans Spende von 350 Mark und die 150 Mark, die von den Schauspielern zusammenkamen waren wochenlang Thema der Bildzeitung. Ministerpräsident Hans Filbinger setzte Peymann unter Druck. Der Stuttgarter Oberbürgermeister Manfred Rommel erreichte, dass er seine Vertragszeit bis zum Ende erfüllen konnte.

#### Erfolge am Schauspielhaus Bochum
Im Jahr 1979 übernahm Peymann die Intendanz am Schauspielhaus Bochum, das zuvor von Peter Zadek geführt worden war. Dabei kündigte er 44 Schauspielern und Mitarbeitern und zog damit in der deutschen Theaterszene viel Unmut auf sich. In seiner knapp siebenjährigen Amtszeit feierte Peymann große Erfolge bei Kritik und Publikum und begründete seinen Ruf als „Papst“ der deutschen Theaterszene.

### Direktion des Burgtheaters in Wien (1986–1999)
1986 übernahm Peymann die Direktion des Burgtheaters in Wien. Die Uraufführung von Thomas Bernhards Heldenplatz brachte 1988 ganz Österreich in Aufruhr und gilt bis heute als einer der größten Theaterskandale der Nachkriegszeit. Aufgrund seiner Betonung moderner, österreichkritischer Theaterstücke kam es mehrfach zu schweren Auseinandersetzungen mit Teilen der Wiener Presse, die sowohl von bürgerlich-konservativen Kreisen wie auch von sozialdemokratischen Persönlichkeiten wie Ex-Kanzler Bruno Kreisky oder Sozialminister Josef Hesoun angefacht wurden. Die kontroverse Wirkung Peymanns an der Burg muss im Zusammenhang mit dem besonderen Status dieser Kulturinstitution in Österreich gesehen werden: Das 1776 begründete Theater mit einem Ensemble von ca. 160 Schauspielern gilt vielen bis heute als Olymp des Schauspieltheaters deutscher Sprache. Unter der Direktion Peymanns wurde die Strahlkraft dieses quasi mythischen Ortes in bis dahin nicht gekanntem Ausmaß für gesellschaftspolitische Auseinandersetzungen genutzt.
Auch nach innen war die Ära Peymann am Burgtheater an Konflikten reich. Viele der – nach einem zehnjährigen Engagement, der sogenannten Zehn-Jahres-Klausel – mit einem Vertrag auf Lebenszeit ausgestatteten Burgtheaterschauspieler traten in seiner Ära nicht oder nur in Nebenrollen in Erscheinung. Eine dieser Personen, die sich vehement gegen Peymann stellten, war der spätere Kunststaatssekretär Franz Morak – damals in seiner Eigenschaft als Ensemblevertreter. Aber auch der Sozialdemokratie nahestehende Schauspieler wie vor allem Fritz Muliar oder Erika Pluhar argumentierten öffentlich gegen Peymann und weigerten sich, unter seiner Regie aufzutreten.
Peymann blieb dreizehn Jahre Chef des Burgtheaters. „Ein Sportstück“, von Elfriede Jelinek, 1998 inszeniert von Einar Schleef, gehörte zu den Höhepunkten der Ära Peymann. 1999 verabschiedete er sich in Richtung Berlin. Zuvor hatte er einmal mehr gedroht, seinen Vertrag als Burg-Chef nicht zu verlängern. Überraschenderweise wurde dieses den Berichten zufolge nicht ganz ernst gemeinte Angebot vom damaligen Bundeskanzler Viktor Klima angenommen. Die Ära Peymann wird heute in Wien als eine – trotz mancher Schwächen – geglückte und kreative Direktion des Burgtheaters beurteilt. Dazu trug auch bei, dass Peymann viele namhafte, sehr unterschiedliche Regisseure nach Wien holte, wie z. B. Giorgio Strehler, Peter Zadek, Hans Neuenfels, Einar Schleef oder George Tabori.

### Intendant des Berliner Ensembles (1999–2017)

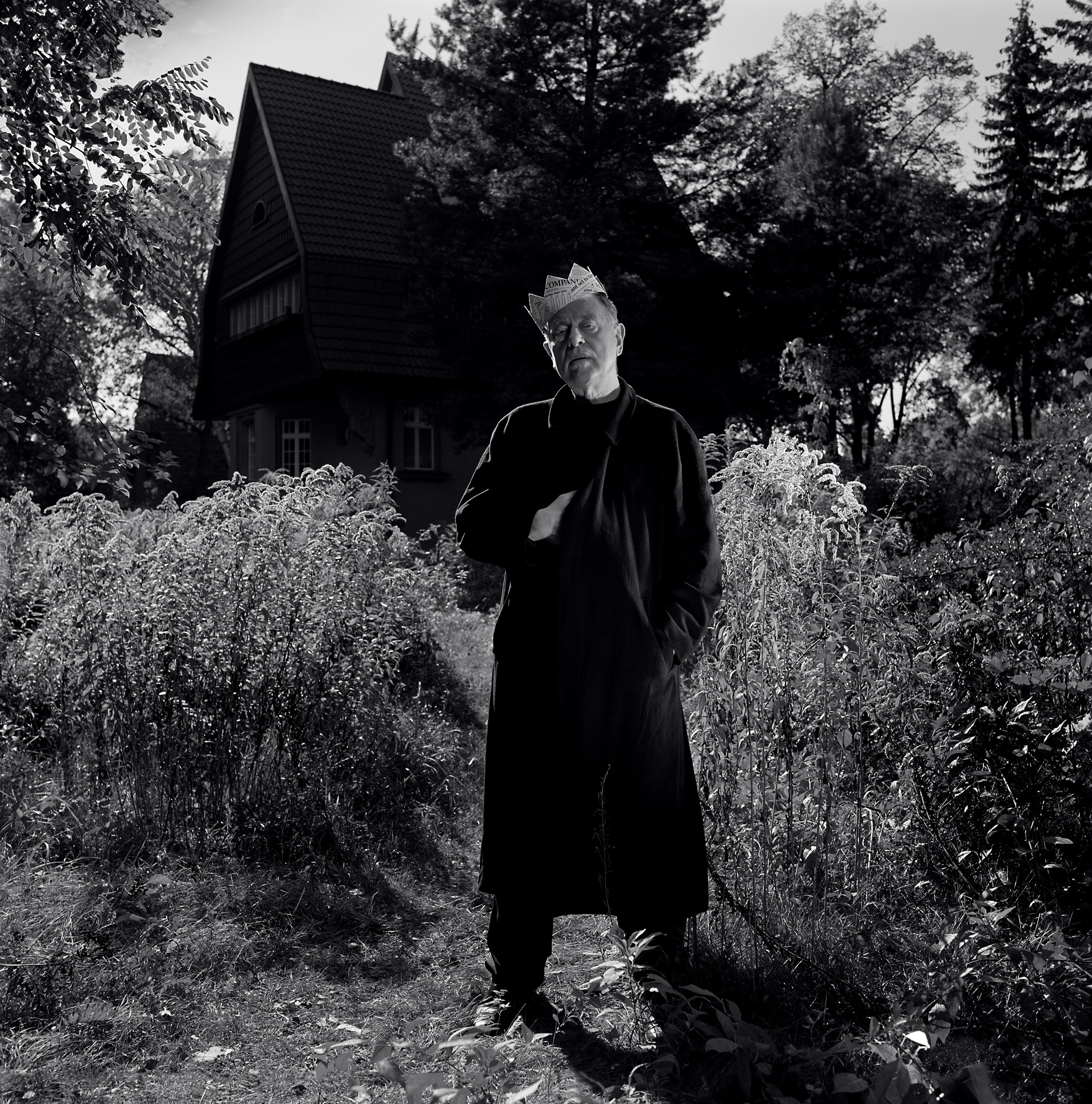
Claus Peymann fotografiert von Oliver Mark im Garten seines Hauses, Berlin-Köpenick, 2004

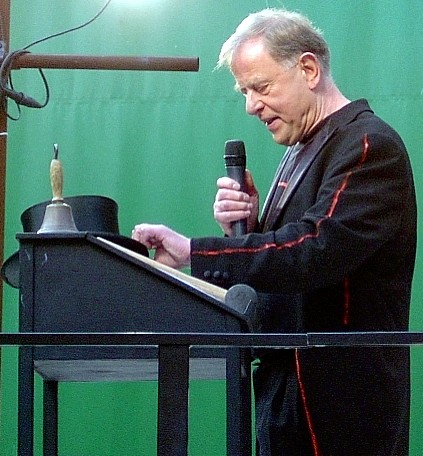
Claus Peymann bei einer Versteigerung auf dem Hof des Berliner Ensembles in Berlin, 2005

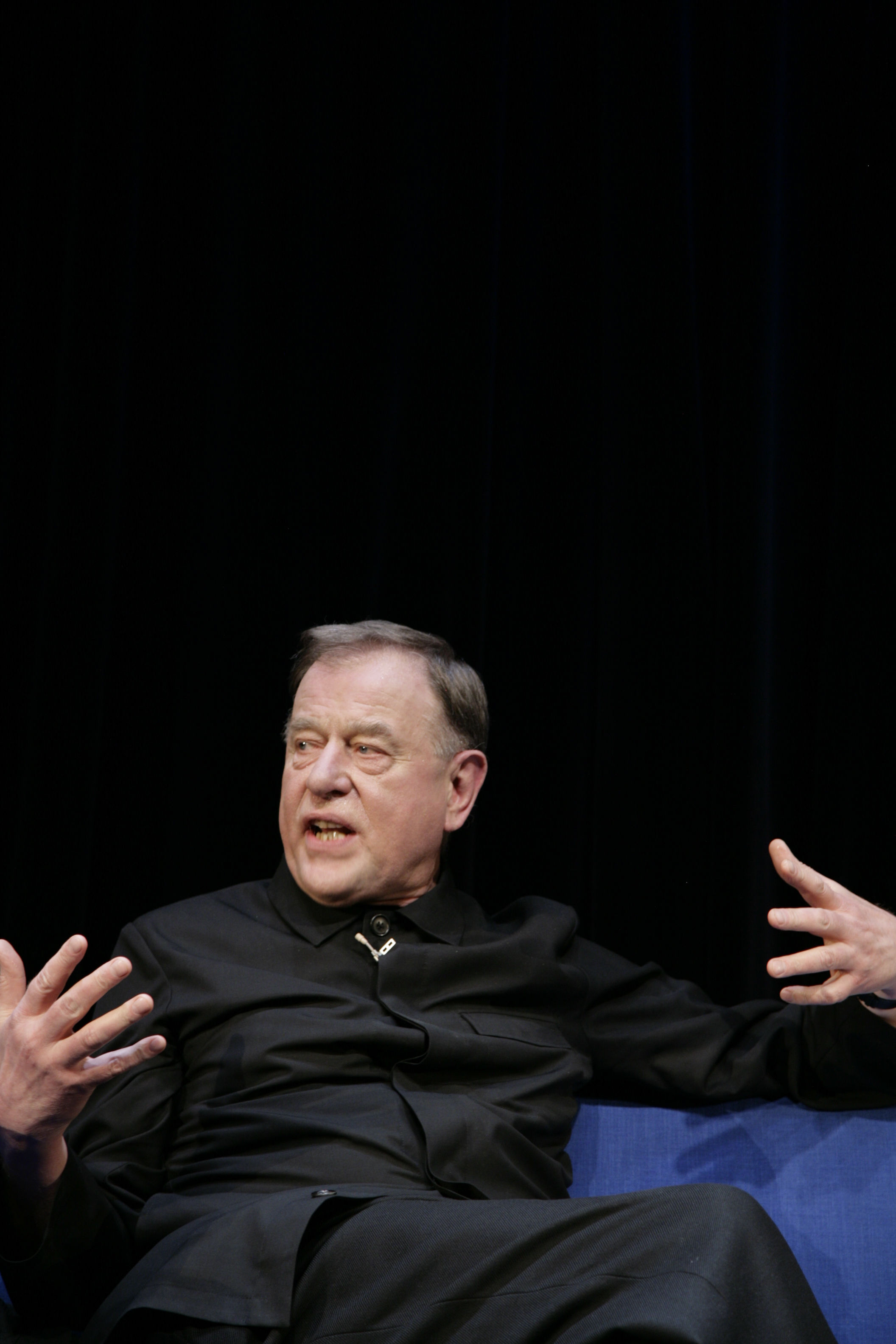
Claus Peymann auf dem Blauen Sofa im Berliner Ensemble, 2006

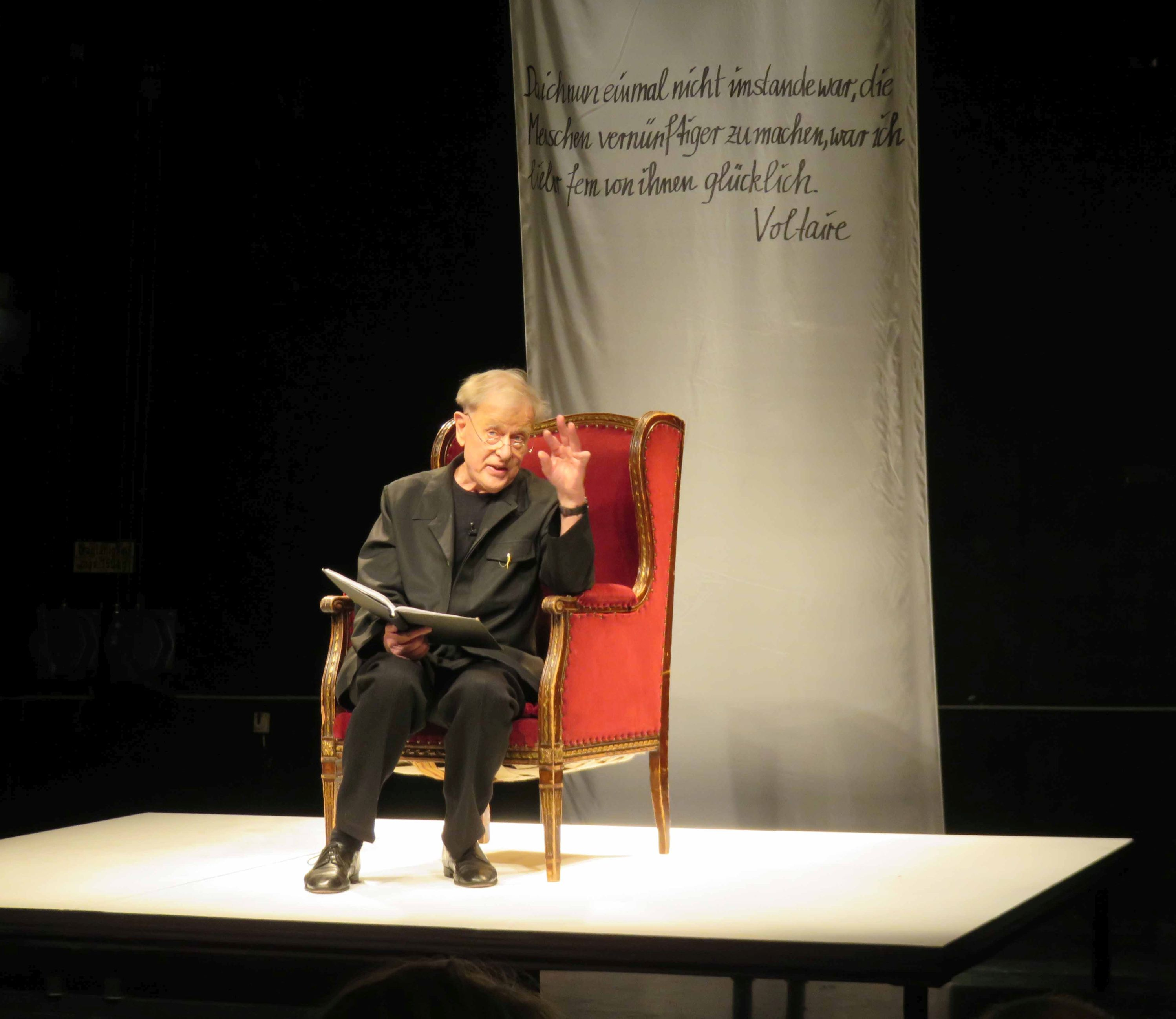
Peymann liest Thomas Bernhard, 2017

Auf 13 Jahre am Wiener Burgtheater folgten 18 Jahre in Berlin, wo er seit der Spielzeit 1999/2000 die Geschicke des Berliner Ensembles im Theater am Schiffbauerdamm führte. Hier hatte seit 1954 das von Bertolt Brecht 1949 gegründete und bis zum Ende der DDR für seine Brecht-Aufführungen legendäre Ensemble gespielt. Peymann setzte diese Tradition fort, brachte jedoch auch hier wieder zeitgenössische Autoren wie Thomas Bernhard zur Aufführung. 2002 erhielt er den Nestroy-Theaterpreis für sein Lebenswerk.
Im Februar 2007 geriet Peymann in die Kritik, weil er dem ehemaligen RAF-Terroristen Christian Klar einen Praktikumsplatz als Bühnentechniker beim Berliner Ensemble angeboten und dessen jüngste politische Äußerungen unterstützt hatte. Daraufhin forderte Rolf Hochhuth die Absetzung von Claus Peymann als Intendant des Berliner Ensembles. Es folgten zwei Zivilklagen Hochhuths gegen Peymann in anderer Sache.
Im April 2008 wurde bekannt, dass Peymann plane, in seinen bisherigen Leitungsfunktionen mindestens zwei weitere Jahre für das Berliner Ensemble tätig zu sein. Danach verlängerte Peymann seinen Vertrag mehrfach um zwei Jahre, ursprünglich zuletzt bis 2016. Im Dezember 2014 verlängerte er seinen Vertrag ein letztes Mal bis Juli 2017, sein Nachfolger wurde Oliver Reese.
2009 war Peymann Gast-Sidekick bei der Harald Schmidt Show in der ARD. Moderator Harald Schmidt war 1978 Statist in einer Stuttgarter Inszenierung Peymanns gewesen und hatte als junger Schauspieler davon geträumt, in sein Ensemble aufgenommen zu werden. Schmidt hatte 2001 eine Persiflage auf Thomas Bernhards Stück Claus Peymann kauft sich eine Hose und geht mit mir essen von Benjamin von Stuckrad-Barre mit dem Titel Claus Peymann kauft sich keine Hose, geht aber mit essen in seiner Show auf Sat.1 aufgeführt und damit am Berliner Ensemble gastiert. 2003 lehnte er eine Einladung Peymanns für eine Rolle am Berliner Ensemble ab.
2010 wurde Peymann im Dokumentarfilm Unter Linken – der Film von Jan Fleischhauer interviewt und gab dort an, als Intendant des Berliner Ensembles etwas mehr als 200.000 Euro brutto im Jahr zu verdienen. Später gab er an, zum Ende seiner Intendanz fast 350.000 Euro verdient zu haben.
Die Premiere der Inszenierung von Shakespeares Richard III., die 2010 vom französischen Kritikerverband zur besten fremdsprachigen Theateraufführung des Jahres gewählt wurde, fand bereits 2000 im Berliner Ensemble statt und gastierte seitdem unter anderem in Teheran, Tokyo, Stratford-upon-Avon und Verona sowie zuletzt im Wiener Burgtheater.
Um mehr Druck auf laufende Tarifverhandlungen auszuüben, hielt sich am 3. Januar 2012 eine ver.di-Gruppe von acht jungen Besuchern nicht an die Absprache mit ver.di und störte nach der Pause eine von Peymann inszenierte Premiere von Dantons Tod mit Sprechgesängen und Flugblättern, die sie vom ersten Rang auf die Zuschauer im Parkett warfen. Das Publikum blieb passiv, die Premierenbesprechungen erwähnten den Vorfall nur am Rande und der zuständige ver.di-Tarifsekretär distanzierte sich von der Aktion: „Wir haben alle Aktivitäten gestoppt, weil es am 23. Januar einen ersten Verhandlungstermin gibt.“
Peymann warf seinem Nachfolger Oliver Reese vor, das Berliner Ensemble zu zerstören, da dieser keine Mitglieder des Ensembles übernehmen wolle. Er könne dies, da das Theater seit Beginn der 1990er Jahre eine GmbH ist. Außerdem solle das BE-Archiv aufgelöst werden. Weiterhin bezeichnete Peymann den Regierenden Bürgermeister und Kultursenator Müller sowie den Kulturstaatssekretär Tim Renner, der Reese ausgewählt hatte, als eine kulturpolitische Katastrophe für Berlin. Er wünsche sich für Berlin einen Kultursenator, der sich für den Schutz der Künstler einsetze, Verantwortung übernehme und die Kunst liebe.
Peymann sprach 2015 bei einer gemeinsamen Flugreise mit Norbert Lammert über seine mögliche Rückkehr zum Bochumer Schauspielhaus mit Leander Haußmann und Matthias Hartmann. Stattdessen kehrte Peymann in der Spielsaison 2017/18 für ein Gastspiel zum Stuttgarter Staatstheater zurück, wo er Shakespeares König Lear inszenierte. Die Premiere war am 23. Februar 2018.
Zum Ausklang seiner Intendanz ließ Peymann am 2. Juli 2017 einen langen Theaterabend, „Der Abschied“, mit Ausschnitten aus seinen Lieblingsstücken Revue passieren. Filmaufnahmen von verstorbenen Regisseuren und Schauspielern, die eng mit Peymann verbunden waren, erschienen noch einmal auf einer Bühnenleinwand. Prominente Künstlerfreunde wie Nina Hagen, Katharina Thalbach, Georgette Dee, Angela Winkler und Herbert Grönemeyer wohnten der letzten Vorstellung bei. Nach fünf Stunden und vielen Ovationen beendete um Mitternacht ein Feuerwerk auf dem Bertolt-Brecht-Platz vor dem Berliner Ensemble Peymanns Intendanz.
2019 erkrankte Peymann an einer schweren Hirnhautentzündung und lag mehrere Monate auf der Intensivstation des Wiener AKH.
In den letzten Jahren seines Lebens arbeitete Claus Peymann mit der Theaterkritikerin Christine Dössel an seiner Autobiografie Theaterwahnsinn.
2020 inszenierte er am Wiener Theater in der Josefstadt Thomas Bernhards Dramolett Der deutsche Mittagstisch.
Im Juli 2025 starb Peymann nach langer Krankheit in Berlin-Köpenick.

## Würdigung
„‚Wer Peymann näher kennt, weiß, dass er eine Art Wohngemeinschaft ist. In ihm sind ein eleganter Herr gemeldet, ein trotziger, wunderbar verspielter Kindskopf, ein Grantscherm mit Tobsuchtsneigung, ein brillanter politischer Analytiker, unfähig zum Opportunismus.‘ Daneben finde sich ein ‚harmoniesüchtiger Zauderer, ein harscher Kolonialist – und ein behutsamer Entwicklungshelfer‘. Jeden Morgen [...] werde per Ziehung entschieden, welcher Peymann Ausgang erhalte.“

## Selbstbeschreibung
„Ich bin ja nicht 1937 geboren. Da bin ich als Claus Peymann in Bremen geboren. Geboren bin ich 1968. Oder in den 60er, 70er-Jahren hier in Stuttgart. Das ist eigentlich meine wirkliche Geburt. Und mein Wahn, dass ich noch immer glaube, wie ein Mammut, der gar nicht mehr in die Zeit passt, dass das Theater wirklich zuständig ist für Utopien, zuständig ist für die Verbesserung der Welt, für größere Gerechtigkeit.“

## Auszeichnungen und Ehrungen
- 1995: Theaterpreis Berlin
- 2002: B.Z.-Kulturpreis, Kategorie Theater
- 2007: Im Herbst dieses Jahres widmete das Festival RuhrTriennale Claus Peymann eine Werkschau, und die Künstlergruppe Rimini Protokoll inszenierte ein Doku-Happening am Staatstheater Stuttgart sowie ein Radiostück über den Stuttgarter Zahnbehandlungs-Skandal, jeweils mit Beteiligung Peymanns auf Band, unter dem Titel Peymannbeschimpfung[37]
- 2010: Wahl durch den französischen Kritikerverband von Peymanns Inszenierung von Shakespeares Richard II. mit Michael Maertens in der Titelrolle zur besten fremdsprachigen Theateraufführung des Jahres.
- 2012: Preisträger des Lessing-Preises für Kritik. Den mit 5000 € dotierten Förderpreis vergab Peymann an die Schauspielerin Nele Winkler für ihr Theater RambaZamba, ein integratives Theaterprojekt für Menschen mit Behinderung.[38]
- 2012: Ehrenmitgliedschaft des Wiener Burgtheaters anlässlich seines 75. Geburtstages.

## Wichtige Inszenierungen
- 1966: Publikumsbeschimpfung von Peter Handke, Theater am Turm, Frankfurt[39]
- 1968: Kaspar von Peter Handke, Uraufführung im Theater am Turm, Frankfurt
- 1969: Titus Andronicus / Iphigenie von Joseph Beuys, zusammen mit Johann Wolfgang von Goethe, Claus Peymann, William Shakespeare und Wolfgang Wiens, Theater am Turm, Frankfurt
- 1969: Das Mündel will Vormund sein von Peter Handke, Uraufführung im Theater am Turm, Frankfurt
- 1970: Ein Fest für Boris von Thomas Bernhard, Uraufführung am Deutschen Schauspielhaus, Hamburg
- 1971: Der Ritt über den Bodensee von Peter Handke, Uraufführung an der Berliner Schaubühne
- 1972: Der Ignorant und der Wahnsinnige von Thomas Bernhard, Uraufführung bei den Salzburger Festspielen (mit Bruno Ganz, Ulrich Wildgruber und Angela Schmid)
- 1976: Minetti von Thomas Bernhard, Uraufführung am Staatsschauspiel Stuttgart (mit Bernhard Minetti in der Titelrolle)
- 1977: Faust I und II von Johann Wolfgang von Goethe, Staatsschauspiel Stuttgart
- 1979: Die heilige Johanna der Schlachthöfe, Schauspielhaus Bochum
- 1980: Der Weltverbesserer von Thomas Bernhard, Uraufführung am Schauspielhaus Bochum
- 1981: Nathan der Weise von Gotthold Ephraim Lessing, Schauspielhaus Bochum
- 1982: Die Hermannsschlacht von Heinrich von Kleist, Schauspielhaus Bochum (mit Gert Voss und Kirsten Dene)
- 1984: Der Schein trügt von Thomas Bernhard, Uraufführung am Schauspielhaus Bochum
- 1985: Der Theatermacher von Thomas Bernhard, Uraufführung bei den Salzburger Festspielen (mit Traugott Buhre als Theatermacher)
- 1986: Ritter, Dene, Voss von Thomas Bernhard, Uraufführung bei den Salzburger Festspielen (mit den Schauspielern Ilse Ritter, Kirsten Dene und Gert Voss)
- 1987: Richard III. von William Shakespeare, Wiener Burgtheater (mit Gert Voss in der Titelrolle)
- 1988: Heldenplatz von Thomas Bernhard, Uraufführung am Wiener Burgtheater
- 1989: Wilhelm Tell von Schiller (mit Josef Bierbichler als Tell) am Wiener Burgtheater
- 1990: Clavigo von Goethe, mit Ulrich Mühe, Paulus Manker, Andrea Clausen, Kirsten Dene, Martin Schwab, Thomas Thieme
- 1992: Macbeth von William Shakespeare, Wiener Burgtheater (mit Gert Voss, Kirsten Dene und Ignaz Kirchner)
- 1992: Die Stunde da wir nichts voneinander wußten von Peter Handke, Uraufführung am Wiener Burgtheater
- 1993: Alpenglühen von Peter Turrini, Uraufführung am Wiener Burgtheater (mit Kirsten Dene und Traugott Buhre)
- 1994: Peer Gynt von Henrik Ibsen, Wiener Burgtheater
- 1994: Raststätte oder sie machens alle von Elfriede Jelinek, Uraufführung am Akademietheater (Wien)
- 2000: Richard II. von William Shakespeare, Berliner Ensemble (mit Michael Maertens in der Titelrolle)
- 2003: Die heilige Johanna der Schlachthöfe von Bertolt Brecht, Berliner Ensemble
- 2004: Untertagblues von Peter Handke, Berliner Ensemble
- 2005: Mutter Courage und ihre Kinder von Bertolt Brecht, Berliner Ensemble (mit Carmen Maja Antoni in der Titelrolle)
- 2005: Die Mutter von Bertolt Brecht, Berliner Ensemble
- 2008: Richard III. von William Shakespeare, Berliner Ensemble (mit Ernst Stötzner als Richard)
- 2008: Frühlings Erwachen von Frank Wedekind, Berliner Ensemble
- 2010: Richard II. von William Shakespeare, Wiener Burgtheater
- 2011: Dantons Tod von Georg Büchner, Berliner Ensemble
- 2013: Kabale und Liebe von Friedrich Schiller, Berliner Ensemble
- 2016: Die Unschuldigen, ich und die Unbekannte am Rand der Landstraße von Peter Handke, Uraufführung am Wiener Burgtheater (mit Christopher Nell als Ich, Erzähler)
- 2017: Prinz Friedrich von Homburg von Heinrich von Kleist, Berliner Ensemble (mit Sabin Tambrea in der Titelrolle)
- 2020: Der deutsche Mittagstisch Duodrama von Thomas Bernhard, Theater in der Josefstadt
- 2021: Der König stirbt von Eugène Ionesco, Kammerspiele der Josefstadt
- 2022: Die Nashörner von Eugène Ionesco, Stadttheater Ingolstadt
- 2023: Warten auf Godot von Samuel Beckett, Theater in der Josefstadt, Wien
- 2023: Minetti – Ein Portrait des Künstlers als alter Mann von Thomas Bernhard, Residenztheater (München)[40]

## Literarische Rezeption
- Thomas Bernhard: Claus Peymann kauft sich eine Hose und geht mit mir essen (Dramolett, 1986)
- Benjamin von Stuckrad-Barre: Claus Peymann kauft sich keine Hose, geht aber mit essen (Interview/Dramolett, 2001)
- Rimini Protokoll: Peymannbeschimpfung (Hörspiel, 2007)

 Nachrufe und Würdigungen 
- Gerhard Stadelmaier: Ein Krawallmacher des Theaters. In: Frankfurter Allgemeine, 16. Juli 2025. Abgerufen am 17. Juli 2025.
- Christine Dössel: Claus Peymann ist tot. In: Süddeutsche Zeitung, 16. Juli 2025. Abgerufen am 17. Juli 2025.
- Ronald Pohl: Theaterlegende Claus Peymann gestorben. In: Der Standard, 16. Juli 2025. Abgerufen am 17. Juli 2025
- Rüdiger Schaper: Das Theater, das bin ich: Zum Tod des großen Bühnenkönigs Claus Peymann. In: Tagesspiegel, 16. Juli 2025. Abgerufen am 17. Juli 2025.
- Hubert Spiegel: Claus Peymanns letzte Premiere: Ein Spiel, um unsere Ängste zu verjagen. In: Frankfurter Allgemeine, 17. Juli 2025. Abgerufen am 17. Juli 2025.
- Rainer Volk, Interview mit Harald Schmidt: Zum Tod der großen Theaterlegende. In: SWR Kultur, 17. Juli 2025. Abgerufen am 17. Juli 2025.
- Uwe Mattheiß: Nachruf auf Regisseur Claus Peymann. In: taz, 17. Juli 2025. Abgerufen am 18. Juli 2025.
- Andreas Klaeui: Claus Peymann: Der Skandal als künstlerisches Credo. In: Schweizer Radio und Fernsehen, Radio SRF 2 Kultur, Aktualität, 17. Juli 2025. Abgerufen am 18. Juli 2025.
- Peter Kümmel: In seinem Theater war es immer früher Morgen. In: Die Zeit, 17. Juli 2025. Abgerufen am 18. Juli 2025.
- Christiane Schneider: Claus Peymann verlässt Bochum und steht mit mir auf der Bühne. In: Frankfurter Frankfurter Allgemeine, 18. Juli 2025. Abgerufen am 18. Juli 2025.
- Sebastian Hofer: Seiten-Bühne: Peymann und profil. In: profil, 18. Juli 2025. Abgerufen am 18. Juli 2025.
- Christian Rakow: Nie erschöpfter, unerschöpflicher Herrscher des Theaters. In: Jüdische Allgemeine, 18. Juli 2025. Abgerufen am 19. Juli 2025.
- Stefan Grissemann: Elfriede Jelinek: „Er hat den Österreichern die Nasenzwinge angesetzt“. In: profil, 18. Juli 2025. Abgerufen am 20. Juli 2025.
- Sven Ricklefs: Claus Peymann: „Ich habe Theater auch immer politisch verstanden“. Ein Gespräch aus dem März 2017. In: Deutschlandfunk, 20. Juli 2025. Abgerufen am 20. Juli 2025
- Wolfgang J. Ruf: Ein Theater für die Republik - wo auch immer. Erinnerungen an Claus Peymann, ganz persönlich In: Gespenster der Freiheit, Juli 2025

## Publikationen
- Hermann Beil (Hrsg.): Weltkomödie Österreich. 13 Jahre Burgtheater. 1986–1999. Band I: Bilder, 871 S.; Band II: Chronik, 473 S., Zsolnay, Wien 1999, gebunden, ISBN 3-552-04946-0, Besprechung:[41].
- Roland Koberg: Claus Peymann. Aller Tage Abenteuer. Henschel Verlag, Berlin 1999, 400 S., ISBN 978-3-89487-333-2
- Hans-Dieter Schütt (Hrsg.): Peymann von A – Z. Das Neue Berlin, Berlin 2008, 477 S., ISBN 978-3-360-01950-9
- Claus Peymann (mit Jutta Ferbers und weiteren): Mord und Totschlag: Theater | Leben. Alexander Verlag, Berlin 2016, ISBN 978-3-89581-425-9 (Autobiografie, Interview, Briefsammlung), Inhaltsverzeichnis.
- Jutta Ferbers, Claus Peymann: Das schönste Theater. Bertolt-Brecht-Platz 1. Direktion Claus Peymann 1999–2017. Band 1: Theater | Bilder • Theater | Augenblicke. (Fotoband). Band 2: Theater | Arbeit • Theater | Einblicke. (Materialienband). Alexander Verlag, Berlin 2017, ISBN 978-3-89581-446-4.

## Filme (Auswahl)
- Günter Gaus im Gespräch mit Claus Peymann. Gespräch, Deutschland, 1998, 43:30 Min., Produktion: rbb, Reihe: Zur Person. Günter Gaus im Gespräch, Erstsendung: 13. Mai 1998 bei rbb, Gesprächstext von rbb.
- Claus Peymann – Mein Leben. Porträt, Deutschland, 2009, 44 Min., Regie: Johanna Schickentanz, Produktion: SWR, bei Youtube Inhaltsangabe von arte, (Memento vom 25. März 2013 im Internet Archive).
- Claus Peymann: Interview anlässlich seines 75. Geburtstags. Gespräch, Österreich, 2012, 10:56 Min., Moderation: Christian Ankowitsch, Produktion: ORF, Reihe: matinee, Erstsendung: 4. Juni 2012 bei ORF 2, online-Video von Christian Ankowitsch.
- Claus Peymann: „Mord und Totschlag“. Fernseh-Reportage, Deutschland, 2016, 5:15 Min., Produktion: rbb, Redaktion: Stilbruch, Erstsendung: 8. Dezember 2016 bei rbb, Inhaltsangabe von rbb, (Memento vom 1. Dezember 2016 im Internet Archive).
- Deutschland, deine Künstler – Claus Peymann. Dokumentarfilm, Deutschland, 2017, 44:03 Min., Buch und Regie: Gero von Boehm, Produktion: interscience, SWR, rbb, Reihe: Deutschland, deine Künstler, Erstsendung: 28. Mai 2017 bei Das Erste, Inhaltsangabe (Memento vom 1. Oktober 2020 im Internet Archive) von Das Erste. Peymann bei den Proben zu Der Prinz von Homburg. Gespräche mit Peter Handke, Frank Castorf, Harald Schmidt, Peter Raue, Jutta Ferbers und anderen.
- König Claus – Peymanns Leben für das Theater. Dokumentarfilm, Deutschland, 2018, 88:48 Min., Buch und Regie: Andreas Ammer, Produktion: SWR, Reihe: Dokumentarfilm, Erstsendung: 12. April 2018 bei SWR Fernsehen, Inhaltsangabe von ARD, online-Video aufrufbar bis 28. Oktober 2019.